# Aung San Suu Kyi - Lady of No Fear
Aung San Suu Kyi - Lady of No Fear er en dokumentarfilm fra 2010  instrueret af Anne Gyrithe Bonne.

## Handling
Aung San Suu Kyi er først og fremmest kendt som den kvindelige, politiske oppositionsleder i centrum for de mange, voldsomme strabadser i Burma de seneste 20 år. Hvad mange ikke ved er, at hun startede ud som britisk husmor i de højere lag i Oxford-miljøet, inden hun tog tilbage til sit undertrykte hjemland for at kæmpe for friheden. Ud af de sidste 20 år har hun brugt de femten på at sidde i husarrest med kun ringe kontakt til mand og børn. Filmen giver en personlig vinkling på den kvindelige frihedskæmper Suu Kyi - og på hendes selvopofrende mand, Dr. Michael Aris. Sammen har de ofret det traditionelle liv og ægteskab for friheden i Burma. I fokus er de personlige konsekvenser af en så stærk idealisme og troen på at kunne vælte styret.